# Valet i Kenya 2007
Valet i Kenya 2007 hölls den 27 december och bestod av val till parlamentet och presidentposten. Valet mynnade ut i landsomfattande oroligheter med över 1 000 döda och omkring 300 000 människor på flykt.
Den sittande presidenten Mwai Kibaki kandiderade för Party of National Unity (PNU). Hans främste utmanare var Raila Odinga från Orange Democratic Movement (ODM). Odinga hade i de flesta opinionsundersökningar före valet en ledning med 4–6 procentenheter och när valresultaten började räknas samman såg han och hans parti också ut att gå mot en klar valseger. 
I början ledde Odinga kraftigt med cirka tio procent. När publicerandet av nya resultat avbröts under lördagen den 29 december ledde Odinga med 38 000 röster, sedan 180 av 210 valkretsar räknats.
Därefter svängde läget snabbt, president Kibakis röstsiffror steg i takt med anklagelserna om valfusk.
Valkommissionen höll under söndagen efter valet en presskonferens där man hävdade att president Kibaki fått 4 584 721 röster och utmanaren Raila Odinga 4 352 993 röster. Raila Odinga höll en egen presskonferens där en medlem av regeringens valkommission trädde fram och avslöjade att det förekommit omfattande valfusk på högsta nivå.

## Oroligheterna
Sedan Mwai Kibaki avlagt presidenteden utbröt oroligheter runt om i landet. Tiotusentals människor drevs på flykt och många dödsfall inträffade i västra Kenya, där oppositionen har ett starkt fäste. Minst 50 människor, i alla åldrar, brändes på nyårsdagen till döds i en kyrka, där de tagit sin tillflykt utanför staden Eldoret. Offren kom främst från folkgruppen kikuyu, där president Kibaki har sin väljarbas. 
Röda Korset i Kenya uppgav, i början av 2008, att över 1 000 människor dödats i politiskt våld efter valet. 
FN:s chefsmedlare Kofi Annan anlände i slutet av januari till landet för att inleda förhandlingar mellan representanter för Kibaki och Odinga. Förhandlingarna ledde efter tre månader till en överenskommelse om maktdelning. Kibaki behöll presidentposten och Odinga blev premiärminister. Ett stort kabinett med 42 ministrar samlade alla partier i en regering för en femårig mandatperiod.

## Efterspel
Krieglerkommissionen, som granskade valresultatet, slog i sin slutrapport fast att valfusk förekommit, men kunde inte säga vem som borde ha avgått med segern. Wakikommissionen, som granskade de utlösande faktorerna bakom våldet, konstaterade i sin slutrapport att högt uppsatta politiker hetsat till våld och upplopp och också bekostat en del av oroligheterna. Wakirapporten gav Kenyas regering ett halvår på sig att sätta upp en särskild tribunal för att ställa de misstänkta förövarna inför rätta. Kibaki och Odinga enades i december 2008 om en sådan åtgärd och undvek därmed att rapporten lämnades vidare till den internationella brottmålsdomstolen i Haag.